# Liste der Gouverneure von Sichuan
Dies ist die Liste der Gouverneure der chinesischen Provinz Sichuan.
| Name                    | Amtszeit  |
| ----------------------- | --------- |
| Li Jingquan (李井泉)    | 1952–1955 |
| Li Dazhang (李大章)     | 1955–1966 |
| Zhang Guohua (张国华)   | 1968–1972 |
| Liu Xingyuan (刘兴元)   | 1972–1975 |
| Zhao Ziyang (赵紫阳)    | 1975–1979 |
| Lu Dadong (鲁大东)      | 1979–1982 |
| Yang Xizong (杨析综)    | 1982–1985 |
| Jiang Minkuan (蒋民宽)  | 1985–1988 |
| Zhang Gaoruo (张皓若)   | 1988–1993 |
| Xiao Yang (肖秧)        | 1993–1996 |
| Song Baorui (宋宝瑞)    | 1996–1999 |
| Zhang Zhongwei (张中伟) | 1999–2007 |
| Jiang Jufeng (蒋巨峰)   | 2007–2013 |
| Wei Hong (魏宏)         | 2013–2016 |
| Yin Li (尹力)           | 2016–2020 |
| Huang Qiang (黄强)      | 2020–     |